# Bătălia de la Carrhae
Bătălia de la Carrhae, disputată în anul 53 î.Hr., a reprezentat victoria decisivă a comandantului part Surena⁠(d) asupra generalului roman Marcus Licinius Crassus, în apropiere de orașul Carrhae (astăzi Harran, Turcia).
Romanii sunt cea mai mare putere a lumii antice în această perioadă de timp, Republica având la comanda ei tot bazinul Mării Mediterane și Nordul Africii, însă romanii au încercat să cucerească estul, astfel încât Marcus Licinius Crassus ajunge în jurul anului 55 în Parția în căutarea gloriei și a aurului oriental.
După câteva lupte scurte cu armata partă, romanii au ieșit victorioși și încep să îi urmărească pe inamici adânc în teritoriul lor. Acest lucru se va dovedi fatal armatei romane, care nu este obișnuită cu clima deșertică și are probleme în a-și găsi mâncarea, la acest fapt adăugându-se și războiul de gherilă dus de armata partă. Aceasta, ca majoritatea armatelor orientale se bazează pe o puternică cavalerie ușoară, în special arcași, care hărțuiau armata romană neîncetat.
După ce au avansat suficient, generalii parți și-au întins capcana într-o zonă preponderent deșertică și cu destule spații pentru a-și ascunde majoritatea trupelor, mai exact la Carrhae.
Odată ce romanii și-au continuat înaintarea, trupele de cavalerie ușoară au început atacul asupra legiunilor romane, dar de această dată, majoritatea arcașilor călare au fost mobilizați pentru a reduce numărul pierderilor. Generalul roman Crassus a luat decizia ca unitățile de infanterie să formeze testudo („țestoasa”), o formație în care soldații formau un zid de scuturi în față și flancuri, iar cei din centru își ridicau scuturile pentru a oferi protecție de sus, această formație fiind extrem de eficientă împotriva arcașilor.
Însă arcașii erau doar o diversiune: în timp ce ei îi hărțuiau pe romani, cavaleria grea (în orient aceasta fiind alcătuită din catrafracți, care erau aproape în totalitate acoperiți cu armură, aceasta protejând și caii) a început să înainteze atât din față cât și din spate. Legionarii romani care erau în formația testudo erau foarte vulnerabili la orice fel de atac din spate. Cavaleria romană a încercat să urmărească cavaleria ușoară, dar călăreții erau copleșiți numeric și eforturile lor nu au adus nici un fel de spațiu pentru ca infanteria să manevreze în afara zonei de atac a arcașilor. Lupta a fost una extrem de sângeroasă, armata romană fiind prinsă „între ciocan și nicovală”, infanteria fiind spulberată de prima șarjă a catafracților parți.
După bătălie, Crassus a fost luat prizonier de către parți, sfârșind prin a i se turna aur topit pe gât, în semn de batjocură pentru iubirea sa pentru bogății.